# Grewia excelsa
Grewia excelsa är en malvaväxtart som beskrevs av Vahl. Grewia excelsa ingår i släktet Grewia och familjen malvaväxter. Inga underarter finns listade i Catalogue of Life.